# Franz Kallenbach
Franz Joseph Kallenbach, född den 21 augusti 1893, död den 11 september 1944 i Darmstadt var en tysk mykolog. Han utbildades till lärare vid Ernst-Ludwig-Seminar i Bensheim och verkade därefter som lärare i Darmstadt. Han var ordförande för Deutsche Gesellschaft für Pilzkunde (sedan 1977 Deutsche Gesellschaft für Mykologie (DGfM), "Tyska mykologiska sällskapet") från 1927 och redaktör för Zeitschrift für Pilzkunde (sedan 1977 Zeitschrift für Mykologie) från 1924. Kallenbach ägnade en stor del av sina mykologiska studier åt sopparna och skrev en betydelsefull monografi (volym 1, Die Röhrlinge (Boletaceae), med illustrationer av hans fru Maria)  över dem i serien Die Pilze Mitteleuropas ("Mellaneuropas svampar"). 
Auktorsnamnet Kallenb. kan användas för Franz Kallenbach i samband med ett vetenskapligt namn inom botaniken; se Wikipediaartiklar som länkar till auktorsnamnet.